# Clark Ashton Smith
Clark Ashton Smith (n. 13 ianuarie 1893, Long Valley⁠(d), California, SUA – d. 14 august 1961, Pacific Grove⁠(d), California, SUA) a fost un poet american auto-educat, sculptor, pictor și autor de fantezie fantastică, ficțiune de groază și științifico-fantastică. El a obținut recunoaștere locală timpurie, în mare parte datorită entuziasmului lui George Sterling, pentru versurile tradiționale din valea Swinburne. Ca poet, Smith este grupat împreună cu Romanticii de pe Coasta de Vest alături de Ambrose Bierce, Joaquin Miller, Sterling, Nora May French, și notabil pentru "The Last of the Great Romantics" și "The Bard of Auburn".

## Premii
- Cordwainer Smith Rediscovery Award, în 2016

## Vezi și
- Listă de scriitori de literatură științifico-fantastică